# Wak Chanil Ajaw
Wak Chanil Ajaw (o Wac-Chanil-Ahau; forse in lingua maya classica Ixwak Chan Jalam Jjaw Lem; Dos Pilas, ... – Naranjo, 741 circa) è stata una regina maya.
Nata nella città di Dos Pilas, nell'odierno Guatemala, è stata la regina di Naranjo dal 682 fino al 741, anno della sua morte. Durante questo lasso di tempo, Wak Chanil Ajaw assunse almeno una volta de facto il ruolo di governatrice della città; tuttavia, alcuni monumenti maya, come la stele di Naranjo n. 24, non la riconoscono formalmente come tale, dato che lei continuò ad usare il glifo di Dos Pilas per tutta la vita. Tra i monumenti che citano il nome di Wak Chanil Ajaw sono presenti la stele di Naranjo n. 3, la n. 18, la n. 24, la n. 29, la n. 31 e la n. 34.

## Biografia

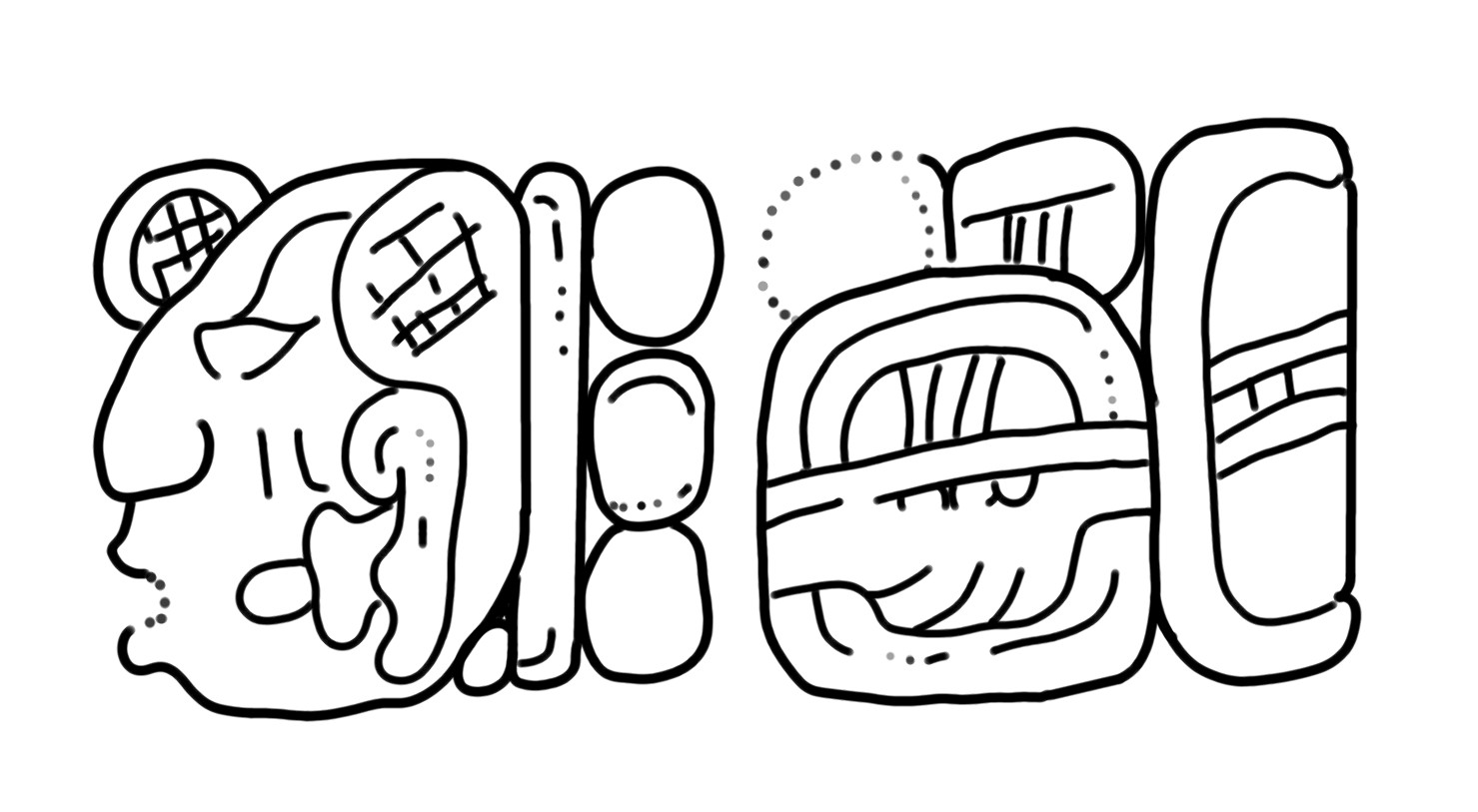
Il nome di Wak Chanil Ajaw scritto in geroglifici maya (dalla stele di Naranjo n. 24).

Wak Chanil Ajaw era la figlia di B'alaj Chan K'awiil di Dos Pilas e di una donna che forse si chiamava Buluʼ o B'uluka'l. Anche se Buluʼ non era la prima moglie di B'alaj Chan K'awiil, portava comunque il titolo prestigioso di ochk'in kalo'mte' (autocrate occidentale), secondo quanto riporta la stele n. 24.
Nel 682, Wak Chanil Ajaw giunse a Naranjo (in lingua maya: Wak Kab'nal) per creare una nuova dinastia secondo il volere di suo padre. Infatti, tutto ciò faceva parte di un matrimonio combinato tra le città maya di Dos Pilas e Naranjo per portare quest'ultima nell'alleanza tra Dos Pilas e Calakmul. Forse questa fu una risposta diretta alla recente sconfitta di Calakmul da parte di Tikal.
Non si hanno molte informazioni su suo marito, anche se forse egli era un cugino di basso rango di K’ahk’ Xiiw Chan Chaahk, il re precedente, il quale due anni prima era stato sconfitto a El Caracol. Il nome del marito è riportato nella stele n. 46 e, anche se non è ancora del tutto decifrato, si pensa che egli si chiamasse K'ak' U ? Chan Chaak.
Wak Chanil Ajaw governò la città di Naranjo, anche se nelle fonti scritte (come le steli n. 24 e n. 29) veniva chiamata "Donna sacra di Dos Pilas". Cinque anni circa dopo il suo arrivo a Naranjo, il 6 gennaio 688, partorì un figlio, il futuro re Kʼakʼ Tiliw Chan Chaak. La nascita di suo figlio è commemorata nelle steli n. 24 e n. 29. Per anni gli studiosi hanno discusso se K'ak' Tiliw fosse suo figlio o no, fino a quando non venne scoperta la stele n. 46, nel 2017, la quale include una dichiarazione della relazione fra i due.
La relazione tra i due probabilmente non era facile; Christophe Helmke osserva come la regina abbia eretto dei monumenti che la raffiguravano come sovrana anche quando K'ak' Tiliw Chan Chaak era diventato adulto. K'ak' Tiliw Chan Chaak morì di cause sconosciute intorno ai quarant'anni, e Wac Chanil Ajaw elesse un nuovo erede, Yax Mayuy Chan Chaak. Quest'ultimo viene citato nella stele di Naranjo n. 18: la sua presenza ad eventi importanti, come una guerra delle stelle con Komkom, implica una sua idoneità a governare. Forse egli era un fratello minore di K'ak' Tiliw Chan Chaak.
Un nome che probabilmente è quello di Wak Chanil Ajaw compare in riferimento a un rituale a Dos Pilas avvenuto il 10 o 11 febbraio 741; si pensa che questa sia la data della sua morte, anche se non è accertato.

## Ruolo di guardiana e sovrana guerriera
Wak Chanil Ajaw commissionò dei monumenti a Naranjo che ricordassero dei rituali importanti da lei eseguiti. Per esempio, la stele n. 29 descrive un rituale avvenuto il 31 agosto 682, tre giorni dopo il suo arrivo nella città. Tuttavia, i suoi primi giorni a Naranjo potrebbero essere stati afflitti da rivendicazioni al trono da parte dei rivali, e la sovrana potrebbe aver cominciato a commissionare i monumenti in seguito.
La sovrana potrebbe inoltre aver dato origine ad un metodo di conteggio delle fasi lunari che si diffuse durante il periodo dell'Uniformità; in questo periodo, i valori del glifo C rimasero gli stessi in tutti i territori maya. La sovrana amava inoltre celebrare le rare terminazioni del periodo del ciclo di Tikal, le quali avvenivano nei giorni #.#.3.0.0 del calendario maya; ella celebrò il 9.13.3.0.0 (primo marzo 695) e il 9.14.3.0.0 (17 novembre 714), ed entrambe le celebrazioni sono menzionate nella stele n. 29.
Wak Chanil Ajaw inoltre supervisionò la produzione di ceramiche di alta qualità, le quali vennero prodotte anche durante il regno del figlio, noto come "l'artigiano puro" per il suo mecenatismo.
Inoltre, Wak Chanil Ajaw viene spesso raffigurata nei monumenti come una sovrana che calpesta un prigioniero, una rappresentazione insolita per una donna maya. La stele n. 24 del 17 aprile 699 rappresenta la sovrana in piedi sopra un prigioniero della piccola comunità di K'inichil Kab. Anche la stele n. 29 del 17 novembre 714 la mostra in piedi sopra un prigioniero, anche se è troppo erosa per distinguere il nome del prigioniero o la sua città d'origine. Oltre a K'inichil Kab Wac Chanil Ajaw saccheggiò altre nove comunità e condusse una guerra vittoriosa con la comunità di Komkom nell'aprile del 726, secondo la stele n. 18. Parteciparono anche il figlio K'ak' Tiliw Chan Chaak ed il futuro capo Yax Mayuy Chan Chaak.
Nella stele n. 24 la regina viene raffigurata mentre indossa una gonna a rete del dio del mais, un altro tratto insolito per le donne maya. La sovrana era associata al dio del mais (Itzamnà) ed alla dea della luna (Auilix). Il simbolismo di queste due divinità potrebbe essere stato un messaggio deliberato di come la sovrana potesse assumere sia un ruolo maschile, che femminile.
Nella stele n. 24 Wac Chanil Ajaw viene descritta come ub'aah (abbreviazione di ub'aahila'n) ti yax k'uh, "è ritratta come il primo dio", nel senso che lei era una reincarnazione del dio. Su un lato della stele n. 24 il rituale viene descritto nel dettaglio; qui il dio è indicato come la dea della luna, nonostante la gonna a rete fosse indossata principalmente dagli uomini. Il rituale ebbe luogo il 17 aprile 699.  Secondo la stele n. 47 la sovrana impersonò la dea della luna il 9 febbraio 726, il capodanno maya, seguendo il calendario sacro di 260 giorni.
Quando K'ahk' Tiliw Chan Chaak aveva circa 13 anni, fu la madre che celebrò pubblicamente l'anniversario del mezzo k'atun del 9.14.10.0.0 (11 ottobre 721 d.C.) erigendo una stele (la n. 24). Questa stele descrive K'ak' Tiliw Chan Chaak come il trentottesimo capo del governo di Naranjo, anche se sarebbe il trentanovesimo se si considera Wac Chanil Ajaw.

## Riscoperta nel XX secolo
Negli anni 1960, Tatiana Proskouriakoff riconobbe il nome della regina durante i suoi studi pioneristici sulle iscrizioni maya. Ella la soprannominò "Signora di Tikal" per l'uso del glifo dell'emblema Mutal; solo in seguito gli studiosi si resero conto che lo stesso glifo era utilizzato da più città.

## Nella cultura di massa
Wac-Chanil-Ahau guida la civiltà maya nel videogioco strategico a turni Sid Meier's Civilization VI.
Ella è inoltre la protagonista del romanzo Lady Six Sky di Elaine Lowe, pubblicato nel 2012. Lady Six Sky è il nome della sovrana nel mondo anglofono.